# 薔薇の香り
『薔薇の香り』（ばらのかおり、Never Letting Go）は、シンガーソングライターのフィービ・スノウによる、1977年発売の4枚目のアルバム。

## 評価
| 専門評論家によるレビュー | 専門評論家によるレビュー |
| レビュー・スコア         | レビュー・スコア         |
| 出典                     | 評価                     |
| ------------------------ | ------------------------ |
| オールミュージック       | [ 1 ]                    |
| Christgau's Record Guide | B                        |

オールミュージックの回顧的レビューで、評論家のウィリアム・ルールマンは「……このレコードは、彼女の商業的な成功と、芸術的な達成の両方が低下していることを示している。味のあるスタジオ・ミュージシャンと、フィル・ラモーンのポップ＝ジャズのプロデュースは健在で、スノウは注目に値する歌手ではあり続けたが、彼女のスタイルの総体は混乱する程度の刺激しか受けていないように見え始めた」と書いている。ロバート・クリストガウはこのアルバムについて「今ではスノウはジャズ・シンガーとしての自信を見せ始めているが、オリジナルは相変わらずカバーの陰で霞んでいる……テンポはいつも反射的で、繰り返しはいつも多すぎる」と書いている。

## 収録曲
特記あるものを除き、全曲フィービ・スノウによる作詞作曲
1. 「ラヴ・メイクス・ア・ウーマン」 - "Love Makes a Woman" （カール・デイヴィス、ユージーン・レコード（英語版）、ウィリアム・サンダース、ジェラルド・シムス） – 3:21
2. 「マジェスティ・オブ・ライフ」 - "Majesty of Life" – 3:36
3. 「ライド・ジ・エレベーター」 - "Ride the Elevator" – 3:55
4. 「何かがうまく（英語版）」 - "Something So Right"（ポール・サイモン） – 4:02
5. 「ネヴァー・レッティング・ゴー」 - "Never Letting Go"（スティーヴン・ビショップ（英語版）） – 3:12
6. 「ウィ・アー・チルドレン」 - "We're Children" – 3:01
7. 「ミドル・オブ・ザ・ナイト」 - "The Middle of the Night" – 3:33
8. 「エレクトラ」 - "Electra" – 3:53
9. 「ガーデン・オブ・ジョイ・ブルース」 - "Garden of Joy Blues" (Clifford Hayes) – 4:31

## パーソネル
- フィービ・スノウ – リード・ボーカル、アコースティック・ギター (2, 6)
- ケニー・アスチャー – アコースティック・ピアノ (1, 7, 8)、エレクトリック・ピアノ (1, 5, 7)、オルガン (1)、キーボード (3, 9)、シンセサイザー (7)、オーケストレーション (7)
- リチャード・ティー – エレクトリック・ピアノ (2, 4)
- ボブ・ジェームス – アコースティック・ピアノ (5)、エレクトリック・ピアノ (6)
- ヒュー・マクラッケン – エレクトリック・ギター (1, 4, 5, 7)、アコースティック・ギター (2, 5, 6)、スライドギター (3)、ハーモニカ (3)
- スティーヴ・バーグ – エレクトリック・ギター、12弦ギター (5)、アコースティック・ギター (6)
- スティーヴ・カーン – エレクトリック・ギター (1, 3, 7, 8)、12弦エレクトリック・ギター (8)、エレクトリック・ギターのソロ (8)、アコースティック・ギター (9)
- ウィル・リー – ベース (1, 5, 6, 7)
- トニー・レヴィン – ベース (2, 3, 4, 8, 9)
- クリス・パーカー – ドラムス (1, 4-7)
- グラディ・テイト – ドラムス (2, 7)
- スティーヴ・ガッド – ドラムス (3, 8, 9)
- ラルフ・マクドナルド – パーカッション (1, 2, 4, 6)
- マイケル・ブレッカー – テナー・サックスのソロ (1, 6)
- ヒューバート・ロウズ – フルートのソロ (2)
- エディ・ダニエルズ – クラリネットのソロ (3)
- フィル・ウッズ – アルト・サックスのソロ (5)
- ウィリアム・イートン – オーケストレーション (1, 2, 8)、木管オーケストレーション (4)
- ロバート・フリーダム – オーケストレーション (3, 5)、弦楽オーケストレーション (4)
- デヴィッド・ナディアン – コンサート・マスター
- グウェン・ガスリー – バッキング・ボーカル (1, 4, 5)
- ラニ・グローヴス – バッキング・ボーカル (1, 4, 5)
- パティ・オースティン – バッキング・ボーカル (1, 4, 5)
- ケニー・ロギンズ – ボーカル (6)

弦楽器
- チェロ – ジャネット・ハミルトン、チャールズ・マクラッケン
- コントラバス – ラス・サヴァコス
- ヴィオラ – ラマー・アルソップ、エマニュエル・ヴァルディ
- ヴァイオリン – サンフォード・アレン、ジョイス・フリスラー、ハリー・グリックマン、マーヴィン・モーゲンスターン、トニー・ポスコ、ハーバート・ソーキン、キャロル・ウェッブ

金管楽器
- バス・トロンボーン – デイヴ・テイラー（英語版）
- トロンボーン – バリー・ロジャース
- トランペットおよびフリューゲルホーン – ランディ・ブレッカー、ヴィクター・パズ、アラン・ルービン
- チューバ – ジョナサン・ドーン

木管楽器
- バリトン・サクソフォーン – ロン・キューバー
- クラリネットおよびアルト・フルート – レイ・ベッキンステイン、レオン・コーエン、デイヴ・トファーニ、ジョージ・ヤング
- バス・フルート – フィル・ボドナー、ハーヴェイ・エストリン、ウォルター・ケイン、ジョージ・マージ
- Bフラット・クラリネット – エディ・ダニエルズ
- テナー・サクソフォーン – マイケル・ブレッカー、エディ・ダニエルズ

## 制作
- フィル・ラモーン – プロデューサー、リミックス
- ジム・ボイヤー（英語版） – エンジニア
- ジーン・グリーフ – デザイン
- ポーラ・シェア – デザイン